# Hortência de Fátima Marcari
Hortência Maria de Fátima Marcari Oliva (Potirendaba, 23 settembre 1959) è un'ex cestista brasiliana.

## Carriera
Ha vinto l'argento alle Olimpiadi di Atlanta 1996, l'oro ai Mondiali di Australia 1994, l'oro ai Giochi panamericani de L'Avana 1991, l'argento a Indianapolis 1987 e il bronzo a Caracas 1983.